# Concerto in "B Goode"
Concerto in "B Goode" è il tredicesimo album in studio del cantante statunitense Chuck Berry, pubblicato nel 1969.

## Tracce
Side A
1. Good Looking Woman – 2:18
2. My Woman – 4:54
3. It's Too Dark In There – 3:53
4. Put Her Down – 4:54

Side B
1. Concerto in B Goode – 18:44

## Formazione
- Chuck Berry – chitarra, voce
- Kermit Eugene Cooley – basso
- Dale Gischer – batteria
- Billy Peek – chitarra, armonica, tastiera, tamburello